# Академическая гребля на летних Олимпийских играх 2012 — двойки парные, лёгкий вес (мужчины)
Соревнования среди легковесных парных двоек по академической гребле среди мужчин на летних Олимпийских играх 2012 прошли c 29 июля по 4 августа на гребном канале Дорни. Приняло участие 20 экипажей.
Олимпийскими чемпионами стали датчане Мадс Расмуссен и Расмус Квист Хансен.

## Призёры
| Золото                                       | Серебро                                    | Бронза                                    |
| Дания · Мадс Расмуссен · Расмус Квист Хансен | Великобритания · Зак Пёрчейз · Марк Хантер | Новая Зеландия · Сторм Уру · Питер Тейлор |

## Соревнование

### Предварительный этап
Первые два экипажа из каждого заезда напрямую проходят в полуфинал соревнований. Все остальные попадают в утешительные заезды, где будут разыграны ещё четыре места в полуфиналах.

#### Заезд 1
| Место | Спортсмены                   | Время   |
| ----- | ---------------------------- | ------- |
| 1     | Пьетро Рута Элия Луини       | 6:35,72 |
| 2     | Педру Фрага Нуну Мендеш      | 6:37,91 |
| 3     | Дуглас Вандор Морган Джервис | 6:42,59 |
| 4     | Сандип Кумар Манджит Сингх   | 6:56,60 |
| 5     | Мухаммед Нофель Омар Эмира   | 6:59,57 |

#### Заезд 2
| Место | Спортсмены                                | Время   |
| ----- | ----------------------------------------- | ------- |
| 1     | Зак Пёрчейз Марк Хантер                   | 6:36,29 |
| 2     | Новая Зеландия · Сторм Уру · Питер Тейлор | 6:37,02 |
| 3     | Родерик Чизхольм Томас Гибсон             | 6:47,33 |
| 4     | Чжан Фанбин Сун Цзы                       | 6:57,67 |
| 5     | Марио Кехас Мигель Майоль                 | 7:01,76 |

#### Заезд 3
| Место | Спортсмены                             | Время   |
| ----- | -------------------------------------- | ------- |
| 1     | Мадс Расмуссен Расмус Квист Хансен     | 6:33,11 |
| 2     | Кристоффер Брун Аре Страннли           | 6:34,00 |
| 3     | Мануэль Суарес Барриос Юниор Перес     | 6:36,31 |
| 4     | Жолт Хирлинг Тамаш Варга               | 6:36,90 |
| 5     | Элефтериос Консолас Панайотис Магданис | 6:42,13 |

#### Заезд 4
| Место | Спортсмены                         | Время   |
| ----- | ---------------------------------- | ------- |
| 1     | Стани Делер Жереми Азу             | 6:40,89 |
| 2     | Линус Лихтшлаг Ларс Хартиг         | 6:49,44 |
| 3     | Кадзусигэ Ура Дайсаку Такэда       | 6:54,01 |
| 4     | Родольфо Кольясо Эмилиано Думестре | 6:58,63 |
| 5     | Лын Чунь Шек Лок Кван Хой          | 6:59,52 |

### Утешительные заезды
По два лучших экипажа из каждого заезда выходят в полуфинал.

#### Заезд 1
| Место | Спортсмены                             | Время   |
| ----- | -------------------------------------- | ------- |
| 1     | Элефтериос Консолас Панайотис Магданис | 6:31,13 |
| 2     | Жолт Хирлинг Тамаш Варга               | 6:32,31 |
| 3     | Родерик Чизхольм Томас Гибсон          | 6:34,29 |
| 4     | Дуглас Вандор Морган Джервис           | 6:36,03 |
| 5     | Родольфо Кольясо Эмилиано Думестре     | 6:51,67 |
| 6     | Мухаммед Нофель Омар Эмира             | 6:57,06 |

#### Заезд 2
| Место | Спортсмены                         | Время   |
| ----- | ---------------------------------- | ------- |
| 1     | Мануэль Суарес Барриос Юниор Перес | 6:37,04 |
| 2     | Кадзусигэ Ура Дайсаку Такэда       | 6:39,81 |
| 3     | Чжан Фанбин Сун Цзы                | 6:40,12 |
| 4     | Лын Чунь Шек Лок Кван Хой          | 6:47,04 |
| 5     | Марио Кехас Мигель Майоль          | 6:48,21 |
| 6     | Сандип Кумар Манджит Сингх         | 6:54,20 |

### Полуфиналы

#### Полуфиналы C/D
Первые три экипажа из каждого заезда проходят в финал C. Остальные будут участвовать в финале D.
Заезд 1
| Место | Спортсмены                    | Время   |
| ----- | ----------------------------- | ------- |
| 1     | Родерик Чизхольм Томас Гибсон | 7:06,24 |
| 2     | Марио Кехас Мигель Майоль     | 7:06,24 |
| 3     | Лын Чунь Шек Лок Кван Хой     | 7:13,67 |
| 4     | Мухаммед Нофель Омар Эмира    | 7:19,29 |

Заезд 2
| Место | Спортсмены                         | Время   |
| ----- | ---------------------------------- | ------- |
| 1     | Дуглас Вандор Морган Джервис       | 7:02,85 |
| 2     | Чжан Фанбин Сун Цзы                | 7:09,39 |
| 3     | Родольфо Кольясо Эмилиано Думестре | 7:11,20 |
| 4     | Сандип Кумар Манджит Сингх         | 7:19,31 |

#### Полуфиналы A/B
Первые три экипажа из каждого заезда проходят в финал A. Остальные будут распределять места с 7 по 12 в финале B.
Заезд 1
| Место | Спортсмены                                | Время   |
| ----- | ----------------------------------------- | ------- |
| 1     | Мадс Расмуссен Расмус Квист Хансен        | 6:33,25 |
| 2     | Новая Зеландия · Сторм Уру · Питер Тейлор | 6:36,71 |
| 3     | Линус Лихтшлаг Ларс Хартиг                | 6:37,44 |
| 4     | Элефтериос Консолас Панайотис Магданис    | 6:40,89 |
| 5     | Пьетро Рута Элия Луини                    | 6:41,17 |
| 6     | Кадзусигэ Ура Дайсаку Такэда              | 6:48,61 |

Заезд 2
| Место | Спортсмены                         | Время   |
| ----- | ---------------------------------- | ------- |
| 1     | Зак Пёрчейз Марк Хантер            | 6:36,62 |
| 2     | Стани Делер Жереми Азу             | 6:37,29 |
| 3     | Педру Фрага Нуну Мендеш            | 6:37,99 |
| 4     | Кристоффер Брун Аре Страннли       | 6:39,59 |
| 5     | Жолт Хирлинг Тамаш Варга           | 6:42,81 |
| 6     | Мануэль Суарес Барриос Юниор Перес | 6:52,26 |

### Финалы

#### Финал D
| Место | Спортсмены                 | Время   |
| ----- | -------------------------- | ------- |
| 1     | Сандип Кумар Манджит Сингх | 7:08,39 |
| 2     | Мухаммед Нофель Омар Эмира | 7:12,79 |

#### Финал C
| Место | Спортсмены                         | Время   |
| ----- | ---------------------------------- | ------- |
| 1     | Родерик Чизхольм Томас Гибсон      | 6:44,40 |
| 2     | Дуглас Вандор Морган Джервис       | 6:46,62 |
| 3     | Чжан Фанбин Сун Цзы                | 6:49,39 |
| 4     | Родольфо Кольясо Эмилиано Думестре | 6:51,94 |
| 5     | Марио Кехас Мигель Майоль          | 6:53,71 |
| 6     | Лын Чунь Шек Лок Кван Хой          | 7:00,01 |

#### Финал B
| Место | Спортсмены                             | Время   |
| ----- | -------------------------------------- | ------- |
| 1     | Пьетро Рута Элия Луини                 | 6:29,92 |
| 2     | Элефтериос Консолас Панайотис Магданис | 6:31,71 |
| 3     | Кристоффер Брун Аре Страннли           | 6:32,82 |
| 4     | Мануэль Суарес Барриос Юниор Перес     | 6:34,96 |
| 5     | Жолт Хирлинг Тамаш Варга               | 6:39,98 |
| 6     | Кадзусигэ Ура Дайсаку Такэда           | 6:48,27 |

#### Финал A
| Место | Спортсмены                                   | Время   |
| ----- | -------------------------------------------- | ------- |
| 1     | Дания · Мадс Расмуссен · Расмус Квист Хансен | 6:37,17 |
| 2     | Великобритания · Зак Пёрчейз · Марк Хантер   | 6:37,78 |
| 3     | Новая Зеландия · Сторм Уру · Питер Тейлор    | 6:40,86 |
| 4     | Стани Делер Жереми Азу                       | 6:42,69 |
| 5     | Педру Фрага Нуну Мендеш                      | 6:44,80 |
| 6     | Линус Лихтшлаг Ларс Хартиг                   | 6:49,07 |